# Campeonato Europeo de Pentatlón Moderno de 2016
El XXV Campeonato Europeo de Pentatlón Moderno se celebró en Sofía (Bulgaria) entre el 4 y el 10 de julio de 2016 bajo la organización de la Unión Internacional de Pentatlón Moderno (UIPM) y la Federación Búlgara de Pentatlón Moderno.

## Masculino

### Individual
| Puesto | Atleta           | País            | ESG | NAT | HÍP | CAR + TIR | Total |
| ------ | ---------------- | --------------- | --- | --- | --- | --------- | ----- |
| Oro    | Jan Kuf          | República Checa | 238 | 320 | 293 | 600       | 1451  |
| Plata  | Róbert Kasza     | Hungría         | 218 | 331 | 300 | 601       | 1450  |
| Bronce | Riccardo De Luca | Italia          | 196 | 304 | 293 | 644       | 1437  |

### Equipos
| Puesto | País     | ESG | NAT | HÍP | CAR + TIR | Total |
| ------ | -------- | --- | --- | --- | --------- | ----- |
| Oro    | Italia   | 619 | 952 | 872 | 1839      | 4282  |
| Plata  | Francia  | 600 | 986 | 826 | 1782      | 4194  |
| Bronce | Alemania | 594 | 898 | 771 | 1756      | 4019  |

### Por relevos
| Puesto | Atletas                               | País            | ESG | NAT | HÍP | CAR + TIR | Total |
| ------ | ------------------------------------- | --------------- | --- | --- | --- | --------- | ----- |
| Oro    | Alexandr Savkin Alexandr Lesun        | Rusia           | 238 | 356 | 286 | 631       | 1511  |
| Plata  | Martin Bilko Ondřej Polívka           | República Checa | 217 | 365 | 286 | 623       | 1491  |
| Bronce | Szymon Staskiewicz Jarosław Świderski | Polonia         | 206 | 354 | 279 | 651       | 1490  |

## Femenino

### Individual
| Puesto | Atleta             | País     | ESG | NAT | HÍP | CAR + TIR | Total |
| ------ | ------------------ | -------- | --- | --- | --- | --------- | ----- |
| Oro    | Laura Asadauskaitė | Lituania | 250 | 274 | 278 | 566       | 1368  |
| Plata  | Gulnaz Gubaidulina | Rusia    | 226 | 315 | 293 | 516       | 1350  |
| Bronce | İlke Özyüksel      | Turquía  | 172 | 288 | 300 | 567       | 1327  |

### Equipos
| Puesto | País        | ESG | NAT | HÍP | CAR + TIR | Total |
| ------ | ----------- | --- | --- | --- | --------- | ----- |
| Oro    | Lituania    | 659 | 827 | 779 | 1650      | 3915  |
| Plata  | Reino Unido | 640 | 885 | 852 | 1510      | 3887  |
| Bronce | Rusia       | 620 | 883 | 857 | 1525      | 3885  |

### Por relevos
| Puesto | Atletas                            | País        | ESG | NAT | HÍP | CAR + TIR | Total |
| ------ | ---------------------------------- | ----------- | --- | --- | --- | --------- | ----- |
| Oro    | Iryna Prasiantsova Katsiaryna Arol | Bielorrusia | 242 | 306 | 290 | 539       | 1377  |
| Plata  | Ronja Doring Janine Kohlmann       | Alemania    | 205 | 317 | 298 | 544       | 1364  |
| Bronce | Tamara Alekszejev Alexandra Boros  | Hungría     | 225 | 317 | 263 | 543       | 1348  |

## Relevo mixto
| Puesto | Atletas                            | País            | ESG | NAT | HÍP | CAR + TIR | Total |
| ------ | ---------------------------------- | --------------- | --- | --- | --- | --------- | ----- |
| Oro    | Natalie Dianová Jan Kuf            | República Checa | 230 | 350 | 284 | 568       | 1432  |
| Plata  | Donata Rimšaitė Alexandr Savkin    | Rusia           | 210 | 330 | 272 | 612       | 1424  |
| Bronce | Lavinia Bonessio Auro Franceschini | Italia          | 200 | 337 | 286 | 586       | 1409  |

## Medallero
| Núm. | País            | Oro | Plata | Bronce | Total |
| ---- | --------------- | --- | ----- | ------ | ----- |
| 1    | República Checa | 2   | 1     | 0      | 3     |
| 2    | Lituania        | 2   | 0     | 0      | 2     |
| 3    | Rusia           | 1   | 2     | 1      | 4     |
| 4    | Italia          | 1   | 0     | 2      | 3     |
| 5    | Bielorrusia     | 1   | 0     | 0      | 1     |
| 6    | Alemania        | 0   | 1     | 1      | 2     |
| 6    | Hungría         | 0   | 1     | 1      | 2     |
| 8    | Francia         | 0   | 1     | 0      | 1     |
| 8    | Reino Unido     | 0   | 1     | 0      | 1     |
| 10   | Polonia         | 0   | 0     | 1      | 1     |
| 10   | Turquía         | 0   | 0     | 1      | 1     |
|      | TOTAL           | 7   | 7     | 7      | 21    |